# بيلي هاول (ممثل)
بيلي هاول (بالإنجليزية: Billy Howle)‏ (ولد في 9 نوفمبر 1989، ستوك أون ترينت، ستافوردشاير، إنجلترا) هو ممثل بريطاني، إشتهر بدوره باسم جيمس وارويك على المسلسل التلفزيوني، غلو. ومنذ ذلك الحين شارك في دور البطولة في فيلم بعنوان «الإحساس بالنهاية ‏» (مثل شخصية جيم برودبانت عندما كان صغيراً) والمسلسل المصغر The Witness for the Prosecution في دور للمدعى عليه في قضية قتل، ليونارد فول.
كما ظهر في الفيلم التاريخي دونكيرك. كما مثل بعد ذلك أمام سيرشا رونان في الفيلم الدراميعلى شاطئ تشيسيل ‏، وكذلك في الفيلم المفتبس من مسرحية أنطون تشيخوف الشهيرة، ذا سيجال، وسيظهر في فيلم نيتفليكس Outlaw King. 

## الأعمال

### الأفلام
| السنة | الفيلم                 | الدور                     | ملاحظات              |
| ----- | ---------------------- | ------------------------- | -------------------- |
| 2017  | The Sense of an Ending | الشباب توني وبستر         |                      |
| 2017  | Dunkirk                | ضابط صغير                 |                      |
| 2017  | On Chesil Beach        | ادوارد مايهيو             |                      |
| 2018  | The Seagull            | قنسطنطين تريبليوف         | مرحلة ما بعد الإنتاج |
| 2018  | Outlaw King            | إدوارد الثاني ملك إنجلترا | مرحلة ما بعد الإنتاج |

### التلفاز
| السنة | الاسم                           | الدور       | ملاحظات |
| ----- | ------------------------------- | ----------- | ------- |
| 2014  | Glue                            | جيمس وارويك |         |
| 2016  | The Witness for the Prosecution | ليونارد فول |         |

## وصلات خارجية
- بيلي هاول على موقع IMDb (الإنجليزية)
- بيلي هاول على موقع ميتاكريتيك (الإنجليزية)
- بيلي هاول على موقع روتن توميتوز (الإنجليزية)
- بيلي هاول على موقع مونزينجر (الألمانية)
- بيلي هاول على موقع قاعدة بيانات الفيلم (الإنجليزية)